# Vausseroux

Vausseroux este o comună în departamentul Deux-Sèvres, Franța. În 2009 avea o populație de 356 de locuitori.